# Azazello
«Azazello» — российская рок-группа из города Тында Амурской области, образованная 15 января 1995 года и записавшая несколько альбомов в жанрах прогрессивный рок и прогрессивный метал.

## История

### 1990-е
Точкой начала истории группы Azazello принято считать 15 января 1995 года, когда бывшие музыканты из группы М. О. Р. Г. решили записать накопившийся материал, не вписывавшийся в рамки жанра трэш-метал, который они исполняли на концертах в составе этой группы.

### 2000-е
В 2000 году был записан альбом Ступени Наверх, который уже годом позднее, в 2001 был выпущен на французском лейбле Musea Records под англоязычным названием Upstairs (FGBG 4382).
В 2004 году группой был записан очередной русскоязычный прогрессив-рок альбом Седьмое Небо, который вышел на небольшом российском лейбле Starless Records. Распространением альбома за границей под англоязычным названием Seventh Heaven занималась всё та же французская Musea Records. Работа считается одной из лучших записей Azazello в дискографии группы.

### 2010-е
Уже в 2011 году в обновлённом составе был записан новый альбом Преображение, вышедший на лейбле Mals Records (MALS 375). Музыка группы претерпела очередное изменение. Кроме тяжеловесных треков в альбоме присутствуют лирические хиты, такие как Феникс и Ворожея.
Примерно через полтора года после выхода Преображения в сети появилась информация об идущей записи следующего альбома группы. Этим новостям предшествовала и плохая новость о трагической смерти барабанщика Azazello Владимира Демакова, который погиб в автокатастрофе в октябре 2011 года. В сети постепенно появлялись сначала визуальные намёки на изменение имиджа группы (графика нового логотипа) и даже трактовки названия, написание которого на логотипе изменилось на АзаZello, потом начали появляться некоторые футуристические пейзажи — концептуальные картины, сопровождающие будущий альбом, а затем появился компьютерный видеоклип на одну из песен предстоящего альбома — Carnal Caravan. Над визуальным рядом нового альбома и над новым логотипом Azazello работал Эд Юницкий, художник из Белоруссии и автор обложек альбомов музыкальных проектов Европы и США. В течение следующих полутора лет появлялись новости с картинами Юницкого, списками появившихся на записи именитых сессионных музыкантов и нарезками треков из альбома, пока в середине ноября 2013 года в специальном разделе сайта Bandcamp не появилась для покупки и скачивания mp3-версия альбома Megadream.
Спустя месяц, Александр Кулак объявил об издании партии глянцевых digi-pack’ов, часть из которых должна была остаться в России и поступить в продажу в магазины страны, а часть — уехать за границу для продажи в музыкальных бутиках США и Европы. Распространением альбома за границей, как через интернет, так и издания в виде CD-диска занимается американская компания Melodic Revolution Records.
Новый концептуальный диск на английском языке (автор английских текстов Дмитрий Эпштейн) действительно получился разнообразным в жанровом отношении и его музыка на полном серьёзе представляет собой интересную смесь из тяжёлых гитарных рифов, медленных композиций, элементов русской народной музыки, блюзовых и фьюжновых соло, скоростных партий ударных (которые успел записать В. Демаков) и вокала Женчака.
В феврале 2015 года Александр Кулак объявил о завершении творческого проекта Azazello.

## Состав
| Последний состав:     | - Александр Кулак — гитара и вокал, клавишные (1995—2015). - Ян Женчак — вокал (2011—2015). - Владимир Кулак — Клавишные (2011—2015).                                       |
| Бывшие участники:     | - Идрис Фаридонов — барабанщик (1996—2004). - Виктор Афанасьев — клавишные (1995—2004). - Дмитрий Бакай — бас-гитара (1995—?). - Владимир Демаков — барабанщик (2011—2013). |
| Сессионные музыканты: | - Bill Berends — гитара (2013) - Kerry 'Kompost' Chicoine — бас-гитара (2013) - Миша Огородов — клавишные (2013)                                                            |

## Дискография
- 1995 — Слишком Поздно
- 1996 — Ветер в Голове
- 1998 — Чёрный День
- 2000 — Ступени Наверх
- 2002 — Крылья
- 2004 — Седьмое Небо
- 2006 — Двери Рая
- 2011 — Преображение
- 2013 — Megadream